# Omalizumab
Omalizumab (Handelsname: Xolair, Hersteller: Novartis) ist ein rekombinanter humanisierter monoklonaler Antikörper zur Behandlung von schwerem allergischen Asthma bronchiale und für die Behandlung der chronischen spontanen Nesselsucht. Er bindet und neutralisiert als Anti-Antikörper (Anti-IgE) die für die Auslösung der allergischen Reaktion verantwortlichen Antikörper vom IgE-Typ. Die Herstellung erfolgt in einer Zelllinie aus dem Eierstock (Ovar) des chinesischen Hamsters (CHO-Zellen).

## Indikation
In den USA ist es zur Behandlung von moderatem bis schwerem persistierenden allergischen Asthma bronchiale seit Juli 2003 verschreibungsfähig, in der EU wurde der Wirkstoff 2005 zunächst nur zur Behandlung des schweren allergischen Asthmas zugelassen. Die Anwendung soll nur dann erfolgen, wenn Patienten trotz Therapie mit einem langwirksamen β2-Sympathomimetikum kombiniert mit hoch dosierten inhalativen Glucocorticoiden mehrere schwere Asthmaanfälle im Jahr haben.
2009 wurden in den USA ca. 50.000, in Frankreich 3.500 und in Deutschland 1.500 Patienten mit diesem Medikament behandelt. Seit September 2009 ist Omalizumab in der EU auch zur Behandlung von Kindern ab 6 Jahren zugelassen.
In mehreren Studien konnte gezeigt werden, dass Omalizumab auch eine gute Wirksamkeit bei Urtikaria zeigt, welche durch die bisherige Therapie oft nur wenig zufriedenstellend behandelt werden konnte. Seit 2014 ist Omalizumab in der EU als Zusatztherapie für die Behandlung einer chronischen spontanen Urtikaria bei Erwachsenen und Jugendlichen (ab 12 Jahren) mit unzureichendem Ansprechen auf H1-Antihistaminika zugelassen. Eine Studie zeigt, dass Omalizumab die Toleranz gegenüber Nahrungsmittelallergenen bei Kindern und Jugendlichen erhöhen kann.
Des Weiteren besteht in der EU die Zulassung als Zusatztherapie zu intranasalen Kortikosteroiden bei schwerer chronischer Sinusitis mit Nasenpolypen.

## Wirkmechanismus
Omalizumab bindet als „Anti-Antikörper“ an freies IgE und bildet so Komplexe, die in der Kaskade der Allergieauslösung unwirksam sind. Die Bindung des IgE an Mastzellen wird vermindert und die Freisetzung allergiefördernder Mediatoren (Histamin und Leukotriene) geht zurück. Unter der Anwendung sinkt die Konzentration an freiem IgE um über 90 %.

## Nebenwirkungen

### Lokalreaktionen
Als Nebenwirkungen sind Schmerzen minimal erhöht im Vergleich zu Placebogabe, aber deutlich vermehrt schwerwiegendere Reaktionen an der Einstichstelle wie Schwellungen, Hautausschläge, Juckreiz aber auch Kopfschmerzen beschrieben.

### Allergien, Anaphylaxie
Besonders beachtenswert sind lebensbedrohliche anaphylaktische Reaktionen, die zum Teil mehr als 24 Stunden nach der Injektion, sowohl nach der ersten, als auch nach späteren Anwendungen (auch nach mehr als einem Jahr) beobachtet wurden. Die Gesamthäufigkeit wird anhand von UAW-Meldungen in den USA auf 0,2 % geschätzt. Diese Symptome können binnen Minuten, Stunden oder Tagen nach Injektion von Omalizumab einsetzen: 35 % der Reaktionen traten bis zu 30 Minuten nach Injektion auf, in 14 % zwischen 6 und 12 Stunden, immerhin noch in 5 % der Fälle im Bereich von 1 bis 4 Tagen. In 39 % erschien die Reaktion bei der Erstdosis, in 19 % bei der zweiten und 10 % bei der dritten Gabe, die restlichen 32 % zu späteren Zeitpunkten. Eine Wiederholung der Anwendung des Wirkstoffes nach einer Anaphylaxie ist besonders gefährlich. Bei 18 von 23 reexponierten Personen treten erneut zum Teil schwerere anaphylaktische Symptome auf.
Mögliche Symptome einer solchen Anaphylaxie sind Bronchospasmen, Blutdruckabfall, Synkopen (plötzlich einsetzender, kurz andauernder Bewusstseinsverlust), Nesselsucht, Angioödem, Atemnot, generalisierter Juckreiz u. a. Nach einer Empfehlung der Food and Drug Administration (Gesundheitsbehörde der USA) sollen die Patienten eine gewisse Zeit nach der Injektion ärztlich überwacht werden. Eine deutsche Expertenrunde weist darauf hin, dass bei Patienten mit Urtikaria bislang keine Anaphylaxie nach Omalizumab-Gabe aufgetreten ist, empfiehlt aber dennoch eine Nachbeobachtung des Patienten in der Praxis analog zur Hyposensibilisierung, also mindestens 30 Minuten. Die Ursachen der anaphylaktischen und anaphylaktoiden (Spät-)Reaktionen sind noch unklar, konkrete Langzeitstudien fehlen noch.

### Maligne Tumoren
Eine ursprünglich in einem zusammenfassenden Bericht der FDA im November 2009 ausgegebene Warnung bezüglich vermehrter Tumorbildung unter Therapie mit Omalizumab im Vergleich zu Placebogabe wurde inzwischen zurückgenommen, da in einer großen Studie mit über 7000 Patienten kein erhöhtes Risiko für Tumoren festgestellt werden konnte.

### Weitere Nebenwirkungen
An weiteren Nebenwirkungen traten teilweise ausgeprägte Blutbildveränderungen (Thrombopenien) und Haarausfall auf. Auch ist die Infektionsrate mit Würmern (Helminthen) erhöht, da IgE bei der Abwehr von Wurminfektionen beteiligt ist.

## Sonstige Informationen
Eine Durchstechflasche mit 150 mg kostet in Deutschland ca. 530 €.